# Episodi di S.W.A.T. (serie televisiva 2017) (settima stagione)
La settima stagione della serie televisiva S.W.A.T., composta da 13 episodi, è stata trasmessa in prima visione assoluta negli Stati Uniti d'America sul canale CBS dal 16 febbraio 2024 al 17 maggio 2024.
In Italia, la stagione è stata trasmessa in prima visione assoluta su Rai 2 dal 23 novembre 2024 al 25 gennaio 2025.
In questa stagione l'attrice Anna Enger Ritch (Zoe Powell) è promossa a membro regolare del cast e compare nella sigla.
| nº | Titolo originale | Titolo italiano        | Prima TV USA     | Prima TV Italia  |
| -- | ---------------- | ---------------------- | ---------------- | ---------------- |
| 1  | The Promise      | La promessa            | 16 febbraio 2024 | 23 novembre 2024 |
| 2  | Peace Talks      | Fare pace              | 23 febbraio 2024 | 30 novembre 2024 |
| 3  | Good for Nothing | Ikigai                 | 1º marzo 2024    | 30 novembre 2024 |
| 4  | Spare Parts      | Battiti                | 8 marzo 2024     | 7 dicembre 2024  |
| 5  | End of the Road  | Alla fine della strada | 8 marzo 2024     | 7 dicembre 2024  |
| 6  | Escape           | Le fuggitive           | 15 marzo 2024    | 14 dicembre 2024 |
| 7  | Last Call        | Ultima chiamata        | 5 aprile 2024    | 14 dicembre 2024 |
| 8  | Family Man       | Il giorno del giudizio | 12 aprile 2024   | 11 gennaio 2025  |
| 9  | Honeytrap        | Seduzioni pericolose   | 19 aprile 2024   | 11 gennaio 2025  |
| 10 | SNAFU            | Il cecchino            | 26 aprile 2024   | 18 gennaio 2025  |
| 11 | Whispers         | Voci                   | 3 maggio 2024    | 18 gennaio 2025  |
| 12 | Allegiance       | In ostaggio            | 10 maggio 2024   | 25 gennaio 2025  |
| 13 | Twenty Squad     | Squadra 20             | 17 maggio 2024   | 25 gennaio 2025  |

## La promessa
- Titolo originale: The Promise
- Diretto da: Billy Gierhart
- Scritto da: Kent Rotherham

### Trama
Hondo, Powell e il Comandante Hicks prendono un volo per Città del Messico per prelevare Verdugo, un famigerato esponente della mafia salvadoregna che dieci anni prima ha ucciso la sua ex fidanzata Rita Martinez, informatrice della Polizia di Los Angeles che l'aveva messa sotto protezione insieme alla figlia Pia in un rifugio. Le autorità messicane sono riuscite a catturarlo un mese prima e ne hanno autorizzato l'estradizione negli Stati Uniti per il processo per omicidio. Tuttavia, quest'ultimo fugge dal municipio grazie ad un diversivo.
Hondo è determinato a non fallire una seconda volta dato che all'epoca aveva contribuito a convincere Rita a testimoniare contro Verdugo e soprattutto aveva promesso alla piccola Pia che l'assassino della madre non sarebbe rimasto impunito. Durante l'indagine, Hondo si imbatte proprio nella ragazza che è arrabbiata perché lui non ha mantenuto la promessa. Ad un incontro seguente, lei ammette che sapeva dove trovare Verdugo poiché l'ha sorvegliato e seguito in varie tappe in America Centrale, fino a Città del Messico, confessa inoltre che dieci anni fa furono scoperte a causa sua perché uso' un cellulare.
Dall'interrogatorio di un membro del ramo più spietato della mafia, emerge che Verdugo progetta un acquisto di armi e di una bomba termobarica. Le armi vengono recuperate, mentre la bomba sembra scomparsa.
La situazione si complica quando Verdugo e i suoi uomini rapiscono Pia, che procuratasi una pistola voleva farsi giustizia da sola fallendo: gli agenti raggiungono il distretto industriale e, in un vecchio magazzino di spedizioni, vi è uno scontro a fuoco. Verdugo scappa con la ragazza, minacciando di ucciderla se Hondo e Hicks si avvicineranno; i due sono in grado di distrarlo e Hondo gli spara uccidendolo, per poi soccorrere Pia in tempo prima che venga impiccata dalla corda che il criminale le aveva legato al collo.
Hondo si scusa con lei per non aver mantenuto la promessa la prima volta, ammettendo di essersi reso conto di averla delusa e dicendo che la madre sarebbe comunque orgogliosa di lei, ma la giovane lo perdona perché le ha salvato la vita.
Nel corso della trasferta messicana, Powell si mostra attratta dall'agente locale Gabriel Bautista (del quale accetta un invito a cena), che ne resta a propria volta colpito. Tuttavia, nell'ultima scena, lei scopre l'esistenza di un secondo cellulare di Gabriel e, leggendo uno scambio di messaggi, capisce che sta lavorando con Verdugo e che ha lui la bomba; prima che Powell possa avvertire i colleghi, lui la sorprende alle spalle e avviene una colluttazione che termina con lui che la soffoca fino a farle perdere i sensi, lasciandola a terra nella stanza d'albergo.
- Guest star: Rick Mancia (Gabriel Bautista), Angela Alvarado (Capitano Olivera), Dani Oliveros (Pia Martinez), Yuli Zorrilla (Lucia), Louis De La Costa (Emil Peralta), Marsuvio Sanchez (Fernando), Caroline Valencia (Pia a tredici anni), Anthony Aguilar (Verdugo), Rodrigo Olguin Reyes (Boki).
- Ascolti USA: 5 240 000 telespettatori[2]
- Ascolti Italia: 578 000 telespettatori - share 3,40%[3]

## Fare pace
- Titolo originale: Peace Talks
- Diretto da: Billy Gierhart
- Scritto da: Sarah Alderson

### Trama
Dopo la colluttazione con Bautista, Powell ha perso i sensi ed è stata da lui rapita. Hicks e Hondo, non vedendola arrivare nella hall dell'albergo iniziano a preoccuparsi. Hondo chiede ad una cameriera di aprirgli la porta e nota il frammento di un vaso rotto e tracce di sangue; lo riferisce a Hicks ed entrambi deducono che Powell non è scomparsa volontariamente.
I due rimandano il volo per iniziare le ricerche. Hicks accusa Bautista di essere corrotto e incolpa anche sé stesso per non aver bussato alla porta di Powell la sera precedente, ma Hondo lo fa riflettere dicendo che devono restare uniti per poterla ritrovare. Da Los Angeles, Deacon e Tan scavano nella vita di Bautista per capire cosa l'abbia spinto a tradire.
Il poliziotto, intanto, porta Powell in una vecchia casa, legandola e imbavagliandola; lei si riprende e, intuendo che intende ucciderla, tenta di guadagnare tempo. Poi si libera e si nasconde su un furgone (ignorando però che è lo stesso su cui c'è la bomba); arriva il gruppo di criminali con i quali Bautista si è accordato per vendere l'ordigno, che tuttavia lo uccidono per tenere tutto il denaro. Powell riesce a lasciare indizi prima che il furgone parta: essi conducono gli agenti di Los Angeles all'ex moglie di un miliardario, che a sua volta li indirizza ad una villa nella capitale messicana che l'ex coniuge ha tenuto a seguito del divorzio. Powell mette fuori combattimento uno degli uomini procurandosi così un'arma e perlustra la proprietà. Hicks e Hondo arrivano appena in tempo per salvarla da altri due e, dopo aver evacuato la villa, Hicks disinnesca la bomba.
Prima di tornare finalmente a casa, Hicks si scusa con la giovane per essere stato troppo protettivo, ammettendo che la sua vita privata non lo riguarda.
Nel frattempo, al quartier generale della SWAT, Rocker sfida Deacon in un incontro di boxe sul ring: accorgendosi di una scorrettezza, Tan lo interrompe e Deacon gli risponde in modo aggressivo. Alla fine dell'episodio, Deacon si scusa con Tan e offre a Rocker una rivincita. Luca e Street non compaiono: il primo si trova a Londra per un corso di addestramento, il secondo a Long Beach per addestrare i giovani agenti della SWAT locale.
- Guest star: Lou Ferrigno Jr. (Donovan Rocker), Otis "Odie" Gallop (Sergente Stevens), Rick Mancia (Gabriel Bautista), Angela Alvarado (Capitano Olivera), Lena Georgas (Isabella Pearl), Gabriel Rodriguez (Sergio), Nicholas Velez (Teo), Paolo Cesar (Alejandro), Franco Fox (Manuel), Demian Castro (Comandante Faria), Alma Martinez (nonna di Gabriel).
- Ascolti USA: 4 960 000 telespettatori[4]
- Ascolti Italia: 801 000 telespettatori - share 4,60%[5]

## Ikigai
- Titolo originale: Good for Nothing
- Diretto da: Maja Vrvilo
- Scritto da: Alan Morgan

### Trama
Quando un gruppo di sicari della Yakuza, la mafia giapponese, arriva a Los Angeles seminando una scia di morte e distruzione per ottenere vendetta per il disonore arrecato ad uno dei capi, la squadra 20 si mette sulle loro tracce per fermarli e per identificare i loro bersagli, che si rivelano essere espatriati giapponesi fuggiti dal rischio di essere uccisi sfruttando un servizio che ha fornito loro documenti falsi. Gli agenti dovranno anche salvare una madre e suo figlio in grave pericolo.
Nel frattempo, Hondo e Nichelle vorrebbero trovare un po' di tempo per stare insieme, senza la figlia (anche per recuperare la luna di miele). Proprio Nichelle è costretta ad affrontare una questione spinosa nel momento in cui un suo collega presso l'ufficio dell'Ispettrice Generale la accusa di corruzione; essendo preoccupata per il centro sociale (che si finanzia attraverso le donazioni), si confida con Hondo, il quale le fa notare che il documento incriminato reca la data del battesimo di Vivian (e della proposta di matrimonio), perciò non può averlo firmato lei. Alla fine, emerge che colui che ha accettato la tangente è lo stesso collega che l'aveva ingiustamente accusata.
Deacon ricorda a Powell, Cabrera ed Alfaro di partecipare alla serata a base di pastasciutta della SWAT, che si terrà di lì a pochi giorni. I tre però hanno in programma una partita di softball contro la squadra dei Vigili del Fuoco e non intendono rinunciarvi, sebbene Tan spieghi loro che quella serata è una tradizione. Successivamente, grazie ad una conversazione con un ex membro della Yakuza coinvolto nel caso, Deacon propone il compromesso di spostare la serata in una location adeguata anche ad una partita, così i tre (più Tan) prima potranno giocare.
- Guest star: Brigitte Kali Canales (agente Alexis Cabrera), Niko Pepaj (agente Miguel Alfaro), Otis "Odie" Gallop (Sergente Stevens), Bruce Locke (Timoki Kaito), Josh Zuckerman (Cameron), Walter Fauntleroy (Bruce), Quinn Sullivan (Martha), Ru Kumagai (Suki), Jonathan Tanigaki (Ren), Ai Yoshihara (Nami), Taiga Hoku Williams (Sogo).
- Ascolti USA: 5 020 000 telespettatori[6]
- Ascolti Italia: 801 000 telespettatori - share 4,60%[5]

## Battiti
- Titolo originale: Spare Parts
- Diretto da: Cherie Dvorak
- Scritto da: Ryan Keleher

### Trama
Durante una festa a downtown Los Angeles (la zona centrale della città), uomini armati irrompono scatenando il panico e rapiscono la dottoressa Anna Nelson e la figlia Ellie. La Squadra 20 raggiunge immediatamente il luogo per assicurarsi che il resto degli invitati sia al sicuro, per poi convocare al Quartier Generale Tony Nelson affinché dia informazioni sul motivo del sequestro di moglie e figlia. Inizialmente si pensa che esso possa essere dovuto all'attività dell'uomo come fornitore di armi per il Dipartimento della Difesa americano; l'ipotesi viene esclusa a seguito del rapimento di un altro medico, un anestesista, e, dato che la Nelson è un cardiochirurgo, si deduce che i sequestratori abbiano necessità di far eseguire loro un intervento su qualcuno.
Il paziente si rivela essere Vicente Munoz, un trafficante d'armi cileno ricercato a livello internazionale, affetto dalla sindrome di Brugada, una rara patologia cardiaca che può comportare aritmie anomale (ovvero alterazioni del battito del cuore) e persino morte improvvisa. Gli indizi conducono la SWAT ad una casa, dove trovano Ellie legata in una stanza e la liberano, ma Munoz e i suoi se ne sono già andati portando con sé Anna. La ragazzina è spaventata (avendoli sentiti dire che avrebbero ucciso la madre) e prega gli agenti di salvarla, quindi Hondo le promette che si impegneranno a farlo.
I criminali, intanto, si recano presso una clinica e comunicano ai due dottori che l'intervento verrà effettuato in quella sala operatoria; per costringere la Nelson ad obbedire, minacciano di uccidere la figlia (la donna non sa che Ellie è stata liberata dalla squadra) e tengono sotto tiro anche la receptionist. La Nelson, tuttavia, chiede che la giovane la assista insieme all'anestesista poiché l'intervento è piuttosto complesso. La squadra rintraccia la loro posizione e avvia uno scontro a fuoco, poi Hondo e Tan fronteggiano uno dei complici di Munoz che minaccia nuovamente le vite dell'anestesista e della receptionist. Le condizioni del trafficante sul letto operatorio iniziano a peggiorare, allora Hondo si offre di aiutare Anna a terminare la procedura di inserimento del defibrillatore sottocutaneo (della quale lei è una specialista).
I due riescono a stabilizzare il quadro clinico di Munoz, che poi viene arrestato, e Hondo loda la dottoressa Nelson per il coraggio.
Nel corso della missione, Tan si imbatte nel fratello maggiore Jacob, chirurgo nello stesso ospedale dell'anestesista, e tra i due riaffiorano le tensioni del loro rapporto: alla festa, infatti, Victor vede Jacob in atteggiamenti intimi con una donna che non è sua moglie (con la quale è sposato da quindici anni e ha due figli) e resta turbato sapendo che il proprio matrimonio con Bonnie è finito giusto a causa di un tradimento di quest'ultima e soprattutto perché non ha ancora avuto il coraggio di confessarlo al resto della famiglia (dunque nemmeno al fratello). Cabrera gli suggerisce di affrontare l'argomento (ammette di aver riflettuto a lungo se rivelargli il tradimento di Bonnie e che a volte è ancora convinta di aver sbagliato, ma l'amico afferma che invece è stata la scelta giusta, ha sofferto ma gli è servito per "voltare pagina"), ma nel momento in cui Tan tenta di farlo, lui e Jacob finiscono nuovamente per discutere, tanto che Jacob, appreso del divorzio, insinua che parte della colpa sia anche sua. Cabrera fa notare a Tan che i costanti confronti con il fratello (con il quale si è sempre percepito in competizione, sia sul lavoro che nelle relazioni) contribuiscono ad alimentare la distanza tra loro, suggerendo di smettere di giudicarsi a vicenda. Alla fine, i due fratelli si ritrovano alla loro gelateria preferita e si riappacificano: Jacob si scusa, offrendosi poi di sostenere Victor il giorno in cui si recherà dalla madre per raccontarle del divorzio da Bonnie.
Nel frattempo, all'auto di Nichelle viene rubata la marmitta e il padre di Hondo trova un pezzo di ricambio a basso prezzo da un amico meccanico. Tuttavia, Hondo, consapevole della difficoltà di reperire ricambi originali in città a causa dei frequenti furti, sospetta che la marmitta procurata dal padre sia rubata. I due discutono e Harrelson Sr. si sente deluso spiegando che voleva soltanto essere gentile verso Nichelle. Alla fine dell'episodio, Hondo si scusa e lo informa che Nichelle chiederà dei fondi all'Ispettrice Generale per istituire un programma di sorveglianza cittadina allo scopo di ridurre i furti in particolare nei quartieri difficili (come South L.A.), simile a quello presente a San Jose.
- Guest star: Brigitte Kali Canales (agente Alexis Cabrera), Niko Pepaj (agente Miguel Alfaro), David Rees Snell (detective John Burrows), Otis "Odie" Gallop (Sergente Stevens), Obba Babatundé (Daniel Harrelson, Sr.), Tim Chiou (Jacob Tan), Rya Kihlstedt (dottoressa Anna Nelson), Gwyneth Glover (Ellie Nelson), Chris Payne Gilbert (Tony Nelson), Manuel Uriza (Vicente Munoz), Noelle Bellinghausen (agente Duarte), Adrian Quinonez (Benitez Bravo), Amanda Joy Erickson (Veronica), Freddy Boucieges (Javier Zuniga), Ryan P. Shrime (dottor Dinesh Madrosian), Uriel Carreon (Edgar Rojas), Ruben Maldonado (Andres Cantillon).
- Ascolti USA: 4 730 000 telespettatori[7]
- Ascolti Italia: 826 000 telespettatori - share 5,00%[8]

## Alla fine della strada
- Titolo originale: End of the Road
- Diretto da: Jann Turner
- Scritto da: Matthew T. Brown

### Trama
Da alcuni mesi, Street si è momentaneamente spostato alla SWAT di Long Beach per occuparsi della formazione dei membri della Compagnia 30 (che lo hanno soprannominato "Hollywood") guidata dal Sergente Barry Jones, suo superiore prima che lui venisse mandato a Los Angeles. Proprio durante una sessione di addestramento, egli scopre che una gang di motociclisti ha rubato una scorta di settecento proiettili perforanti e, a seguito del ritrovamento del cadavere di un agente della Polizia di Los Angeles, si rivolge alla squadra di Hondo affinché li aiutino a dare la caccia alla banda prima che scoppi una lotta territoriale.
Inoltre, Jones è determinato a catturare definitivamente Sonny Allen, l'ex leader del gruppo che gestiva il più grande traffico di droga della California ed è scomparso dieci anni prima, dopo aver ucciso un detective della Narcotici (amico di Jones); successivamente, la banda si è sciolta, ma ora che Allen è ricomparso, sembra intenzionato a ricostituirla e ad eliminare i rivali.
Jones ringrazia Hondo per aver reso Street l'agente che è, l'altro lo riconosce ma afferma che il "fuoco" lo aveva già dentro prima di essere trasferito da loro.
Purtroppo, Jones non sopravvive alle ferite riportate in uno scontro a fuoco con la gang (anche se Allen viene arrestato), perciò Street tenta di impedire ai membri della sua Compagnia di vendicarsi, in particolare all'elemento più "ribelle" Carnegie (il quale temeva che Jones lo avrebbe cacciato), di cui vede il potenziale. Consapevole che ora hanno bisogno di un nuovo leader, decide di assumere l'incarico di Jones a tempo indeterminato; informando Hondo, quest'ultimo approva dicendosi orgoglioso di lui perché negli anni ha svolto un percorso di maturazione apprendendo anche il valore della leadership, e i due si salutano con un abbraccio. Nel parcheggio del Quartier Generale, Street è raggiunto da Tan che ha appreso la notizia: i due parlano di come inizialmente fossero i "piccoli" della squadra, ma invece di essere in competizione per ottenere l'attenzione dei colleghi, siano poi diventati migliori amici. Street gli ricorda che potranno comunque continuare a vedersi dato che vive sempre in città, e lo invita alla festa di fidanzamento sua e di Chris (chiedendogli di non rivelarlo agli altri e soprattutto proprio a Chris, alludendo quindi alla possibilità che voglia farle la proposta di matrimonio), per poi salire sulla moto e allontanarsi.
Nel frattempo, Nichelle riceve una sgradevole visita da Bruce, l'ex collega che lei ha fatto licenziare per corruzione dopo che le aveva addossato la colpa: l'uomo le chiede una referenza per un lavoro presso uno studio contabile. Al suo rifiuto, lui si intrufola di nascosto nel centro sociale, lo vandalizza e scrive un insulto su una parete (oscurando le telecamere con la vernice). Il giorno seguente, Nichelle lo aspetta fuori casa e gli mostra il video della telecamera privata montata nel proprio ufficio: ha riflettuto e ha deciso che non lo denuncerà, ma lui non dovrà più avvicinarsi né a lei né al centro.
- Nota. Questo è l'ultimo episodio della serie in cui compare il personaggio di Jim Street, interpretato fin dalla prima stagione dall'attore Alex Russell.
- Guest star: Alex Russell (Jim Street), Brian Letscher (Sergente Barry Jones), Guy Wilson (Dindy), Allison Gabriel (Sergente McMasters), Walter Fauntleroy (Bruce), Patrick McGowan (Carnegie), Antal Kalik (Sonny Allen), Isabella Oliveira (Sheila), Katario Dupreè Young (Grissom).
- Ascolti USA: 4 450 000 telespettatori[7]
- Ascolti Italia: 826 000 telespettatori - share 5,00%[8]

## Le fuggitive
- Titolo originale: Escape
- Diretto da: Hanelle Culpepper
- Scritto da: John Amato

### Trama
Luca rientra dal corso antiterrorismo a Londra ed è impaziente di riprendere il lavoro; trascorre anche del tempo con Kelly per insegnarle a guidare, ma quando lei rischia di provocare un incidente, lui le risponde in modo aggressivo. Lo scontro lo lascia turbato (dato che non ha mai alzato la voce con lei) e si confida con i colleghi. Più tardi, si scusa con la ragazza e lei fa lo stesso, promettendo che presterà più attenzione.
Durante una corsa mattutina su un sentiero montuoso fuori Los Angeles, Hondo, Tan e Cabrera ricevono via radio la notizia che un autobus per il trasporto di prigionieri è precipitato poco distante. Immediatamente si recano sulla scena, trovando una guardia ferita, l'autista privo di sensi e una delle detenute morta, mentre altre due, ferite, sono lì vicino. Le altre tre sono fuggite, perciò la SWAT si mobilita per ricatturarle prima che vite innocenti vengano messe a repentaglio, soprattutto dopo averle identificate come tre tra le più pericolose dello Stato. La prima, Jolene Jeffries, è una prostituta / serial killer il cui modus operandi consisteva nell'adescare i clienti e tagliare loro la gola (proprio per tale brutalità le era stato affibbiato il soprannome "La Macellaia") e sembra sia diretta in Arizona.
La seconda, Tina Carter, viene ripresa da una telecamera di sorveglianza mentre entra in una casa-vacanze privata per trafugare accessori e abiti costosi, per poi rubare un'auto di lusso. Dopo un rocambolesco inseguimento, dove Luca dimostra di non aver perso l'abilità al volante di Black Betty, la squadra 20 riesce ad arrestarla.
La terza si chiama Diane Madden ed era in carcere per aver avvelenato il marito violento somministrandogli thè in cui aveva disciolto dell'antigelo; è stata fermata al confine con il Messico. La SWAT intuisce che la donna desidera semplicemente rivedere il figlio (affidato ai nonni, che si sono sempre opposti) ed effettivamente la rintracciano a casa dell'anziana madre, fortunatamente impedendo che la situazione degeneri. Diane si lascia arrestare e, prima di essere scortata via, regala al bambino un braccialetto realizzato da lei.
Emerge che Jolene è ancora in città (deve avere qualche "conto in sospeso" lì), allora Hondo e Luca parlano con Carter (che era la sua compagna di cella) per capire le sue intenzioni: in cambio delle informazioni, la giovane chiede prodotti di bellezza e cibo raffinato. Il motivo dell'evasione si riconduce ad un libro di true-crime scritto da un autore che ha fatto visita a Jolene in carcere allo scopo di raccogliere direttamente la sua storia; a seguito dell'avvenimento, la donna ha iniziato a covare vendetta nei confronti di chi ha tratto profitto dalle sue sofferenze (infatti era stata data in affidamento e aveva subìto abusi), decidendo di agire. Ella prima uccide l'editore del libro, poi aggredisce lo stesso scrittore. Scoprendo che quest'ultimo ha lavorato al volume in collaborazione con una Procuratrice che aveva seguito l'intero processo, la squadra attua misure protettive. Il bersaglio finale dell'assassina si rivela essere la madre biologica (che l'ha abbandonata a dodici anni per problemi di tossicodipendenza) e la sua nuova famiglia: Jolene irrompe nell'abitazione (acquistata dalla donna grazie al denaro guadagnato accettando un'intervista dell'autore del libro) e minaccia la madre e la sorellastra Emily (che non sapeva della sua esistenza) con un coltello. All'arrivo della SWAT, gli agenti trovano la ragazzina terrorizzata perché Jolene ha portato la madre nel garage; lì, Jeffries sta per ucciderla, vuole che soffra quanto ha sofferto lei, ma Hondo riesce a temporeggiare fino al momento giusto affinché Deacon possa sparare attraverso la finestra: Jolene viene arrestata.
Nel frattempo, Annie, che spronata da Deacon si è nuovamente iscritta a Legge per terminare il percorso accademico (interrotto anni prima ad un solo semestre dalla Laurea per crescere i figli), è stata assunta in uno studio legale della città e si prepara a discutere il primo caso in tribunale come secondo difensore. Tra lei e il marito emerge però tensione nel momento in cui uno dei figli si sente male a scuola e nessuno dei due può andare a prenderlo poiché entrambi impegnati; dopo aver riflettuto a lungo (e constatando la mancanza di alternative), Deacon le rivela di star pensando di presentare richiesta di prepensionamento: ha l'età anagrafica per poterlo fare e l'agenzia di sicurezza va bene, con un impiego più stabile e dall'orario più flessibile lui potrebbe occuparsi dei figli, consentendo ad Annie di continuare ad esercitare.
Nell'ultima scena dell'episodio, mentre stanno raggiungendo un ristorante per cenare, Luca nota dei rapinatori scappare da una gioielleria, raccomanda a Kelly di restare nascosta ed estrae la pistola; tuttavia i malviventi lo colpiscono al petto, lui si accascia al suolo davanti agli occhi della ragazza e l'episodio termina.
- Nota. Questo episodio segna l'ultima apparizione nella serie di Angelica Scarlet Johnson, figlia dell'attore Kenny Johnson (ricorrente in questa stagione e interprete dell'agente Dominique Luca).
- Guest star: Kenny Johnson (Dominique Luca), Brigitte Kali Canales (agente Alexis Cabrera), Niko Pepaj (agente Miguel Alfaro), Bre Blair (Annie Kay), Angelica Scarlet Johnson (Kelly Stewart), Reylynn Caster (Tina Carter), Veronica Diaz - Carranza (Jolene Jeffries), Romi Dias (Tamra Mitchell), Lauren Shaw (agente Romero), Aryè Campos (Diane Madden), Madonna Cacciatore (Sally), Tessa Espinola (Emily), Timothy Adam Venable (Henry), Brett Sheerin (Larry Crawford).
- Ascolti USA: 4 700 000 telespettatori[9]
- Ascolti Italia: 626 000 telespettatori - share 3,70%[10]

## Ultima chiamata
- Titolo originale: Last Call
- Diretto da: Michael D. Olmos
- Scritto da: Mellori Velasquez

### Trama
Dopo essere stato colpito al petto e a un braccio dai rapinatori che tentava di fermare, Luca viene portato d'urgenza in ospedale e tutta la squadra 20 vi si precipita pregando che si salvi. Le condizioni appaiono subito critiche (tanto che il cuore smette di battere per due volte), ma fortunatamente dopo una lunga operazione il chirurgo li informa che Luca è sopravvissuto (se uno dei proiettili lo avesse colpito tre millimetri più a sinistra, sarebbe morto): occorrerà molta fisioterapia ma lui è fiducioso che si riprenderà. I colleghi tirano un sospiro di sollievo (soprattutto pensando a Kelly, che avendolo soccorso aveva il suo sangue sui vestiti e non ha smesso di piangere, continuando a ripetere che era colpa sua, finché la madre non è venuta a prenderla) e, non appena il detective Burrows della rapine - omicidi fornisce loro una pista sull'auto sulla quale i tre rapinatori sono fuggiti, Hondo chiede al Comandante Hicks di non assegnare il caso a qualcun altro: ora è una questione personale e saranno loro a neutralizzare chi ha ridotto in fin di vita Luca.
L'indagine si snoda tra vicoli ciechi, informatori e tradimenti: l'interrogatorio del giovane autista della banda conduce la SWAT ad un pregiudicato che sta scontando l'ergastolo; quando più tardi il ragazzo accetta un accordo per rivelare ulteriori informazioni, viene pugnalato a morte nelle docce del carcere, sicuramente per zittirlo.
Il detenuto li orienta poi sulla sua ex ragazza, spogliarellista in uno strip-club, che afferma di aver agito da "intermediaria" a nome dell'uomo che lavora come buttafuori nello stesso locale affinché si compisse l'omicidio: egli deve essere quindi uno dei rapinatori.
Oltre a catturarli, la squadra recupera una preziosa collana (rubata insieme ad altri gioielli) del valore di cinque milioni di dollari.
Alla luce del ferimento di Luca, Deacon rivaluta l'ipotesi del prepensionamento. Powell giudica in modo affrettato il comportamento di Alfaro allo strip-club. Successivamente, si scusa per aver mostrato pregiudizi e lui le rivela che dato che la madre è rimasta incinta molto giovane, per mantenere entrambi faceva la ballerina in quel genere di locali; non potendo permettersi una babysitter, lo portava con sé, lui curiosava per i camerini e tutte le ragazze si prendevano cura di lui.
Tre settimane dopo la sparatoria e il ricovero, Luca torna al Quartier Generale e tutti lo riaccolgono con gioia; la fisioterapia sta andando bene e lui sta aspettando i risultati dell'ultima risonanza magnetica per sapere quando potrà effettivamente riprendere il servizio attivo. La telefonata arriva e purtroppo il contenuto non è quello che sperava: il medico gli comunica che, malgrado l'impegno, la lesione a braccio e mano destra è permanente. Luca è frustrato e deluso perché credeva davvero di poter guarire completamente e perché ciò significa che la sua carriera all'interno della SWAT è terminata: Hicks gli propone un incarico di supervisione (non andrebbe sul campo, ma farebbe comunque la differenza), ma lui non è convinto. Il Comandante informa Tan e Powell, che, avendo già salutato Street, si rendono conto che la loro squadra non sarà più la stessa senza nemmeno Luca.
Hondo rintraccia Luca seduto sulla sabbia della sua spiaggia preferita (l'amico spiega di recarsi spesso lì ad osservare l'oceano): i due hanno una scena toccante in cui Hondo ricorda a Luca quanto sia stato fondamentale per la squadra (sottolineando anche le sue qualità umane) e l'altro replica che la SWAT è sempre stata tutta la sua vita fin da piccolo (lui è la terza generazione, dopo il nonno e il padre), non ha mai pensato che un giorno l'avrebbe dovuta lasciare; senza si sente perso, non ha mai considerato alternative (e non sopporterebbe restare alla scrivania mentre gli altri vanno in missione). Hondo gli assicura che farà sempre parte della storia della SWAT e osserva che ora ha l'opportunità di scoprire qualcosa di nuovo (ad esempio, avere accanto qualcuno) o di coltivare le proprie passioni (il surf). La scena si chiude con un abbraccio.
Infine, tutti gli agenti SWAT (in uniforme) si riuniscono nel cortile del Quartier Generale per onorare la dedizione, la lealtà e il servizio di Luca e augurargli il meglio per il futuro: dopo i discorsi di Hicks e di Hondo, Luca conferma via radio la fine del proprio turno (in platea sono presenti anche Nichelle e Carl, il padre di Luca che lo guarda orgoglioso).
- Nota. Questo è l'ultimo episodio in cui compare Dominique Luca, interpretato fin dalla prima stagione dall'attore Kenny Johnson.
- Guest star: Kenny Johnson (agente Dominique Luca), Niko Pepaj (agente Miguel Alfaro), David Rees Snell (detective John Burrows), Otis "Odie" Gallop (Sergente Stevens), Katrina Begin (Devon Bailey), Nancy Charles (Martha Ramos), Delon de Metz (Omar Woodman), Travis Hammer (Rick Fontana), Joe Camareno (dottor D. Mendoza), Jonathan Stanley (Rocco Garland), Michael O' Neill (Carl Luca), Whitney Ortega (Kristy Ramos).
- Ascolti USA: 4 490 000 telespettatori[11]
- Ascolti Italia: 626 000 telespettatori - share 3,70%[10]

## Il giorno del giudizio
- Titolo originale: Family Man
- Diretto da: Larry Teng
- Scritto da: Amelia Sims

### Trama
Una cameriera, Kat, viene prelevata con la forza dal luogo di lavoro dall'ex fidanzato Jeb Weber e tenuta prigioniera nell'abitazione fortificata del padre di lui, Calvin Weber. La SWAT raggiunge la casa per liberarla scoprendo però che la ragazza non è l'unico ostaggio. Dalle ricerche online, emerge che Calvin è iscritto ad un forum di survivalisti e, credendo che la fine del mondo com'è conosciuto sia vicina (provocando scarsità di cibo e acqua, lotta civile e anarchia), vi si è preparato in modo estremo accumulando armi, provviste per mesi e barricandosi in casa insieme al resto della famiglia: i figli Grant, Jeb e Beth, il compagno di quest'ultima Adam Edwards e i due figli piccoli che lui ha avuto dall'ex moglie. Kat non era parte del piano, ma Jeb (al quale il padre ha inculcato le proprie idee sull'Apocalisse, così come a tutti gli altri) si è rifiutato di lasciarla da sola in vista del presunto imminente collasso della società.
Accertata la presenza di bambini all'interno, la squadra 20 è determinata a risolvere il caso in fretta; tuttavia, non hanno possibilità di penetrare nella casa senza che i Weber se ne accorgano, dato che la proprietà è protetta da una recinzione metallica elettrificata e sorvegliata da una rete di telecamere. Si servono di un drone, riuscendo a farlo passare attraverso una finestra, ma Grant lo disintegra con un colpo di fucile. Perlustrando il perimetro, Tan e Powell si imbattono in una tenace giornalista, Olivia Navarro, che con il cameraman sta documentando l'assedio: ella spiega di interessarsi ai Weber da diverso tempo e, sebbene Tan le intimi di allontanarsi, lei replica di non temere il pericolo poiché da corrispondente di guerra ha corso rischi ben peggiori.
La situazione si complica ulteriormente quando Deacon viene catturato diventando anch'egli un ostaggio. Si deduce che Calvin potrebbe aver fatto costruire un bunker sotterraneo per rifugiarvisi, quindi Olivia si offre di intervistarlo (avendo già avuto contatti con lui e sfruttando il suo desiderio di far conoscere le proprie teorie sul "giorno del giudizio"): in tal modo, lui la farebbe entrare e lei potrebbe individuare l'ingresso del bunker. Tan si finge il suo assistente e Calvin li accoglie. L'intervista viene interrotta, Weber li caccia ma prima di uscire i due riescono a individuare la porta che conduce al bunker (dove gli altri hanno portato anche i bambini e Deacon).
Intanto, Deacon utilizza le proprie abilità di negoziazione per evitare che la situazione degeneri e tenta anche di guadagnarsi la fiducia di Beth, facendole notare il comportamento dominante e autoritario del compagno nei suoi confronti e in quelli dei bambini (Adam Edwards infatti ha precedenti penali per violenza e ha aggredito l'ex moglie per sequestrare i figli) e chiedendole di aiutarlo a staccare la corrente elettrica per disattivare le telecamere e consentire ai colleghi di irrompere. Il piano ha successo: i Weber vengono arrestati, i bambini torneranno dalla madre e Beth accetta di consegnarsi spontaneamente (il Comandante Hicks parlerà con il Procuratore affinché tenga conto della sua collaborazione). Olivia propone a Tan (rimasto colpito dalla sua caparbietà e dal suo coraggio) di bere un drink.
All'inizio dell'episodio, Hondo apprende da Nichelle (che l'ha saputo da Annie) che Deacon sta meditando di andare in prepensionamento; la notizia lo coglie alla sprovvista (avendo dovuto salutare da poco Street e Luca) e successivamente gli chiede conferma: Deacon spiega che la ragione è di dare priorità alla carriera legale di Annie (che per molti anni l'ha sacrificata per occuparsi dei figli) e che non glielo aveva ancora comunicato perché non voleva aggiungergli il pensiero dell'ennesima sostituzione.
Nel frattempo, Powell è sia emozionata che spaventata dal primo incontro, a cena, con il figlio Thomas (che aveva dovuto dare in adozione e col quale ha riallacciato il rapporto, scambiandosi messaggi): emozionata poiché si è immaginata quel momento tantissime volte, spaventata perché ammette ad Alfaro che teme di non esserne all'altezza (il figlio ha buoni amici, si trova bene con i genitori adottivi e suona la chitarra in una band). L'amico la rassicura affermando che Thomas sarà certamente contento di vederla esattamente così com'è, allora lei si reca all'incontro.
- Guest star: Niko Pepaj (agente Miguel Alfaro), Adam Baldwin (Calvin Weber), Emily Alabi (Olivia Navarro), Brit Morgan (Beth Weber), Timothy Granaderos (Jeb Weber), Kenneth Miller (Adam Edwards), McKale Jude Bingham (Kat), Adele Abinante (Erin), Ken Kirby (Vicesceriffo Brian Hagen), Matt Anspach (Thomas), John Churchill (Grant Weber), Henry Witcher (Logan).
- Ascolti USA: 4 610 000 telespettatori[12]
- Ascolti Italia: 787 000 telespettatori - share 4,20%[13]

## Seduzioni pericolose
- Titolo originale: Honeytrap
- Diretto da: Oz Scott
- Scritto da: Michael Gemballa

### Trama
L'agente dell'FBI Jackie Vasquez, vecchia conoscenza della SWAT con la quale ha già collaborato, si rivolge a Hondo affinché lui e la squadra 20 l'aiutino a fermare una banda di rapinatrici, le "Honeytrappers", che adescano uomini ricchi (atleti, imprenditori, politici) e li drogano per poi derubarli: esse hanno già colpito altre città della West Coast, solitamente restano nel luogo 48 ore prima di spostarsi. Nell'ultima impresa, tuttavia, in un hotel in centro a Los Angeles, il malcapitato è morto (probabilmente a causa di una dose eccessiva di droga) e la leader del gruppo ha sparato anche ad un vicino passato a controllare.
Poco dopo avviene una seconda rapina con una seconda vittima: entrambi gli uomini non erano al livello economico dei precedenti (uno era un programmatore informatico, l'altro impiegato nella logistica), perciò si cerca un collegamento tra loro per capire come mai siano stati presi di mira. Successivamente emerge che ad essere trafugati sono stati i rispettivi computer portatili: l'obiettivo non erano il denaro o i gioielli bensì informazioni.
La squadra riesce a catturare una delle donne, identificata come Bella Lisboa: cresciuta in una favela in una delle aree più povere di Rio de Janeiro, deve aver conosciuto lì le altre, e insieme potrebbero aver cominciato a delinquere per provare a "risollevare" la propria condizione disagiata (anche le altre vengono identificate). Si deduce anche l'esistenza di un "mandante", qualcuno che fornisce al gruppo le indicazioni per compiere le rapine, ovvero il cugino della leader Catalina Paulista che, si scopre, intende accedere al deposito centrale della Dogana dov'è conservata la valuta estera sequestrata (prima che venga rispedita nei Paesi d'origine). Il programmatore era un abile hacker, l'altra vittima un esperto di effrazioni, e per penetrare nel deposito servono proprio i loro portatili.
Sebbene il cugino venga trovato morto (ucciso dalla leader che non si fidava più di lui), la SWAT raggiunge il deposito ed avviene uno scontro a fuoco che si conclude con l'arresto di due delle rapinatrici e la morte di Catalina (alla quale Vasquez spara salvando la vita al collega Agente Speciale Hettinger).
Nel corso dell'episodio, Vasquez si trova sotto pressione da parte di Hettinger, che le attribuisce la colpa del fallimento di una precedente operazione mirata alla cattura del gruppo svolta a San Francisco, il che ha condotto alla sua retrocessione mentre Hettinger è diventato suo superiore; inoltre, da quel momento il Bureau la reputa inaffidabile (tanto da non credere alle sue ipotesi sulla banda), anche se lei è determinata a dimostrare il proprio valore: per questo, rischia la sospensione e persino il licenziamento disobbedendo agli ordini e mettendo a repentaglio anche la carriera di Hondo. Alla fine, lei lo ringrazia e lui suggerisce ad Hettinger di smettere di essere competitivo e di considerare Vasquez un'alleata invece che una nemica.
Nel frattempo, Hicks è confuso quando Maggie Walker (la donna che sta frequentando sentimentalmente da circa un anno) lo lascia all'improvviso, senza spiegazioni, e chiede consiglio alla dottoressa Wendy Hughes. Più tardi, Maggie si presenta al Quartier Generale e gli comunica che le hanno diagnosticato la SLA: vuole lasciarlo per non costringerlo a rivivere tutta la sofferenza sperimentata durante la malattia della moglie Barbara. Lui inizialmente si oppone, poi accetta la sua decisione; tuttavia, quella sera, va a casa sua e le dice di aver riflettuto, offrendole di trasferirsi da lui cosicché possano affrontare la malattia insieme (la morte di Barbara lo ha devastato, ma l'ultimo periodo trascorso con lei è stato il più bello della sua vita).
- Guest star: Lou Ferrigno Jr. (Donovan Rocker), Brigitte Kali Canales (agente Alexis Cabrera), Cathy Cahlin Ryan (dottoressa Wendy Hughes), Jessica Camacho (Agente Speciale dell'FBI Jackie Vasquez), Kristin Carey (Maggie Walker), Nick Jandl (Agente Speciale dell'FBI Chad Hettinger), Idalia Valles (Catalina Paulista), Sabrina Texidor (Bella Lisboa), Daniel Marin (Adriano Augusto), Luciana Faulhaber (Monique), Deep Rai (Paul), Lloyd Barachina (Jayapram), Jenna Jimenez (Ana), Elizabeth Wachsberg (Beth), Howard Gibson (James).
- Ascolti USA: 4 460 000 telespettatori[14]
- Ascolti Italia: 787 000 telespettatori - share 4,20%[15]

## Il cecchino
- Titolo originale: SNAFU
- Diretto da: Alex Russell
- Scritto da: Charlie Haddaway

### Trama
Un cecchino uccide a sangue freddo quattro persone: tre membri di una gang chiamata "Hammers della 20° Strada" e un avvocato noto per rappresentare clienti di questo tipo. La SWAT cerca un collegamento tra le vittime e ne scova uno con un caso di quattro mesi prima: Samantha Leonard, studentessa di Infermieristica presso la University of Southern California, è stata uccisa da un proiettile vagante che aveva trapassato il muro del suo appartamento, sparato proprio dai tre "Hammers" che si erano introdotti nel covo di una banda rivale (e poi hanno assunto l'avvocato per il processo). Perciò si pensa subito che il colpevole sia qualcuno che vuole vendicare l'omicidio accidentale della ragazza, sospettando del padre Elijah Leonard, ex Navy SEAL, il quale viene arrestato a casa dell'ex moglie e interrogato.
Mentre Tan e Cabrera si recano ad avvertire il Vice Procuratore che aveva seguito il caso degli "Hammers" (senza incriminarli per insufficienza di prove) del pericolo di essere il prossimo bersaglio, il cecchino spara nuovamente ma fortunatamente gli agenti salvano il Vice Procuratore. Dato che Leonard si trova sotto custodia, si deduce l'esistenza di un secondo tiratore, identificato in Hector Vance (compagno di Elijah nei SEAL e padrino di Samantha). Hondo si rivolge al suo amico Leroy Henderson affinché convinca il resto degli "Hammers" (a cui apparteneva in passato) a stare in guardia, sebbene loro si mostrino diffidenti.
Leonard e Vance intendono sfruttare la sorella del leader della gang per attirarlo all'aperto ed eliminarlo, minacciando di compiere una strage; lui cade nell'inganno. La SWAT arriva sul luogo (un complesso di case popolari dove abita la ragazza): in uno scontro a fuoco uccidono Vance e arrestano i membri degli "Hammers" sopravvissuti. Hondo tenta di ragionare con Leonard, ma lui rifiuta di consegnarsi pacificamente; quindi Cabrera individua la sua posizione e Hondo lo abbatte con un colpo di fucile di precisione.
Leroy ringrazia Hondo e gli dice di aver deciso di aprire l'officina meccanica ai ragazzi del quartiere, per tenerli lontano dalla strada e far apprendere loro un mestiere.
Nel frattempo, dopo un rifiuto iniziale, Tan accetta la proposta di Deacon (ufficialmente in pensione) di sostituirlo nel ruolo di istruttore all'Accademia SWAT.
Alfaro, Powell e Cabrera competono nel "SWAT Tag", una tradizione della squadra 20 che mette in palio due biglietti per un concerto di John Mayer e che i primi due affrontano molto seriamente: alla fine li vince Alfaro, che ammette a Powell di averli in realtà voluti soltanto per impressionare Hondo e sperare di entrare nella squadra (dopo l'addio di Street e Luca, i loro posti sono vacanti). Powell invece vorrebbe portare il figlio Thomas al concerto perché quest'ultimo è un grande fan di Mayer e anche per creare dei veri ricordi con lui, allora Alfaro glieli cede.
- Guest star: Niko Pepaj (agente Miguel Alfaro), Brigitte Kali Canales (agente Alexis Cabrera), Michael Beach (Leroy Henderson), David Rees Snell (detective John Burrows), Matt Coroby (Phil Stoller), Darone Okolie (Khalif Carter), Saudia Rashed (Diana Leonard), Holger Moncada Jr. (Elliot Thayer), Sean Blakemore (Elijah Leonard), Zeke Alton (Hector Vance), Ashley LaRae (Jada Carter), Malachi Mutakabbir (Marcus), Tiffany Abney (Sofia), Troy Castaneda (agente Hurst).
- Ascolti USA: 4 660 000 telespettatori[16]
- Ascolti Italia: 873 000 telespettatori - share 4,80%[17]

## Voci
- Titolo originale: Whispers
- Diretto da: Cherie Dvorak
- Scritto da: Sarah Alderson

### Trama
Tan si trova da solo al centro dell'azione quando, durante un gala elegante presso la sede del giornale in cui lavora la giornalista Olivia Navarro, che deve ricevere un importante premio e che lui ha accompagnato dato che si stanno frequentando sentimentalmente, un gruppo di uomini mascherati assalta l'edificio terrorizzando i presenti. Essi si dirigono verso un'area riservata in cui i giornalisti depositano e conservano materiale confidenziale (documenti, interviste, appunti); il capo redattore rifiuta di dare il codice per l'accesso e viene ucciso, allora gli uomini costringono la responsabile legale del giornale a fornire il proprio: penetrano nell'area ma non trovano ciò che stanno cercando, quindi se ne vanno.
Intanto, Tan riesce a scappare attraverso un balcone; disarmato affronta il commando uccidendo due componenti e contatta la SWAT utilizzando una delle loro radio, si impossessa di una pistola e uccide un terzo uomo, per poi  dire ad Olivia e agli altri di restare nascosti.
Si scopre che gli uomini sono ex militari, mercenari impiegati in una delle più grandi compagnie di sicurezza privata del Paese, e che intendono impossessarsi di un filmato che li riprende in una missione in un villaggio della Siria in cerca di ribelli; al loro posto, tuttavia, avevano trovato donne e bambini, torturando le madri e costringendo i piccoli ad assistere. Un ragazzino aveva ripreso l'evento di nascosto e il filmato (che i mercenari vogliono distruggere per non essere accusati)  era stato individuato da Flora, una collega di Olivia. Purtroppo, la donna viene uccisa dopo essere riuscita comunque a spedire il pacco ad Olivia, che viene protetta dalla SWAT.
I mercenari vengono arrestati, il filmato riposto al sicuro e Olivia afferma di voler terminare di raccontare la storia iniziata da Flora. Inoltre, sebbene in precedenza entrambi concordassero sul fatto che la loro relazione non fosse seria (dato che lui non si sente ancora pronto ad averne una dopo il divorzio), Tan ammette che lei gli piace davvero e che non vuole perderla; lei allora replica di star meditando di rifiutare la promozione offertale con la quale diventerebbe corrispondente dal Medio Oriente.
Nel frattempo, Hondo e Nichelle, rientrati dopo una serata fuori, trovano la casa a soqquadro (anche se nulla è stato rubato). Il detective Burrows indaga e identifica il responsabile come Bruce Martin, l'ex collega di Nichelle che lei ha fatto licenziare per corruzione; lei è dunque costretta a rivelare al marito del precedente scontro con l'uomo (quando si era intrufolato nel centro sociale vandalizzandolo e scrivendo insulti sulle pareti), che è stato anche cacciato dalla moglie a causa dell'alcool. Egli entra nuovamente a casa Harrelson e questa volta punta una pistola contro Nichelle, accusandola di avergli rovinato la vita; arriva Hondo che tenta di risolvere la situazione, ma Bruce è sempre più arrabbiato. Alla fine viene arrestato.
Hicks organizza una rimpatriata con gli amici ed ex colleghi Buck Spivey (team leader della squadra 20 prima di Hondo, licenziato nel pilot per aver accidentalmente sparato a Raymont Harris) e Jack Mumford (che ha lasciato il comando della squadra 50 a Rocker): si presenta solo Buck e racconta di aver giocato a golf con Mumford, Luca e persino il padre di quest'ultimo in un nuovo country club, e che Mumford è impegnato nella scrittura di un libro sulla storia della SWAT al quale lavorava già da un decennio. Il giorno seguente, Hicks apprende che Mumford ha visitato l'archivio del Quartier Generale per raccogliere elementi e non capisce il motivo per cui non sia passato da lui, inducendolo a parlargli direttamente. Infine, Hicks li invita nuovamente entrambi (facendo però credere a Jack che l'invito non provenga da lui, altrimenti non sarebbe venuto) nel bar che frequentavano quando erano tutti in servizio e, ricordando i vecchi tempi, chiariscono le incomprensioni.
- Guest star: David Rees Snell (detective John Burrows), Otis "Odie" Gallop (Sergente Stevens), Louis Ferreira (Buck Spivey), Peter Onorati (Jack Mumford), Emily Alabi (Olivia Navarro), Walter Fauntleroy (Bruce Martin), Nicholas Bishop (John Mulcahy), Lisa Dobbyn (Flora), Karl T. Wright (Declan), Anthony A. Kung (Ken), Dorian Frankel (Susan), James - Michael Clyde (Andrew).
- Ascolti USA: 4 370 000 telespettatori[18]
- Ascolti Italia: 873 000 telespettatori - share 4,80%[19]

## In ostaggio
- Titolo originale: Allegiance
- Diretto da: Jay Harrington
- Scritto da: Kent Rotherhan

### Trama
Due ragazzi vengono rapiti sotto minaccia di un'arma all'esterno di un club. Hondo è il più vicino al punto in cui è stato avvistato il furgone dei rapitori, perciò si precipita immediatamente a ispezionarlo, trovandolo vuoto. L'autista, armato, tenta di scappare in un parco affollato, Hondo lo insegue e gli spara per evitare che aggredisca le altre persone, le quali tuttavia lo accusano di aver sparato senza motivo e di aver tradito la propria comunità (poiché l'uomo è afroamericano come lui). I ragazzi vengono identificati e uno di loro, Josh Wolf, risulta figlio di J. P. Wolf, miliardario proprietario della "Wolf Petrolchimici", un'azienda che ha provocato migliaia di morti in tutto il mondo: la famiglia riceve una richiesta di riscatto ma non sembra intenzionata a pagare.
La guardia del corpo di Josh (licenziato da Wolf per aver fallito nell'incarico di protezione del figlio) riferisce a Deacon (che, malgrado in pensione, si offre di aiutare la squadra) di aver sentito menzionare dai rapitori il nome "Ribellione Verde": si tratta dunque di fanatici estremisti ecologisti, che non sono interessati semplicemente al denaro (duecento milioni di dollari), bensì pretendono anche la chiusura dell'azienda e le scuse pubbliche di Wolf a tutte le vittime o ai loro familiari; è per questo che hanno rapito i ragazzi. Il magnate naturalmente rifiuta di sottostare alle richieste dato che l'azienda rappresenta la fonte della sua enorme ricchezza, e non vuole nemmeno negoziare con i terroristi. Al Quartier Generale della SWAT si presenta la moglie Caroline, che viene minacciata dai rapitori ricevendo il dito mignolo mozzato del figlio.
La squadra risale a un ospedale  psichiatrico abbandonato, dove trovano il secondo ragazzo, Cole, ferito, ma Hondo capisce che è in realtà complice degli ecoterroristi: infatti sa quale dito è stato mozzato all'amico, nonostante inizialmente avesse detto che erano sempre bendati. Durante un periodo di volontariato in Bangladesh, il ragazzo ha potuto vedere i danni all'ambiente e alla popolazione causati dalla "Wolf Petrolchimici", decidendo che Wolf l'avrebbe pagata. Dai post di Cole, Alfaro identifica gli altri membri del gruppo, in particolare Eliza e Zane, che intanto entrano nell'azienda e raggiungono gli uffici amministrativi dove preparano Josh e lo costringono a leggere una dichiarazione di pubbliche scuse da parte del padre da trasmettere in diretta, allo scopo di far soffrire l'uomo. La SWAT uccide i terroristi e salva il ragazzo ma scoprono che Zane non era presente.
Nel frattempo, Hondo diventa bersaglio dell'indignazione e delle feroci critiche della comunità afroamericana per il colpo sparato all'autista del furgone (che comunque non muore), scoprendo persino insulti scritti sul marciapiede davanti a casa; anche il padre non sembra volerlo sostenere (non avendo mai accettato completamente la sua scelta di entrare nelle forze dell'ordine) e i vicini smettono di parlargli, sebbene un'indagine interna della Polizia lo scagioni e Hicks gli ripeta che lo sparo era giustificato.
Dopo averlo sentito commentare in tono divertito il video della sparatoria di Hondo (finito online), Tan si scontra con Alfaro, che nell'episodio precedente aveva manifestato il desiderio di entrare nella squadra 20 per salire ai gradi più alti della SWAT. Tan afferma chiaramente che non lo vorrebbe come compagno, e più tardi viene rimproverato da Hondo, il quale invece intende chiedere proprio ad Alfaro di diventare un nuovo membro pensando che potrebbe essere un ottimo acquisto e che potrebbe imparare molto da loro. Tan disapprova definendo Alfaro arrogante e opportunista.
- Guest star: Niko Pepaj (agente Miguel Alfaro), Otis "Odie" Gallop (Sergente Stevens), Bre Blair (Annie Kay), Joely Fisher (Caroline Wolf), Caroline Day (Eliza Crane), Ricardo Hurtado (Josh Wolf), Bobby Hogan (Cole Raysitch), Ian Verdun (Zane Graham), Will Rothhaar (Pete Moore), Danezion Mills (buttafuori), Moses Jones (Isaiah), Charlie Thronton-White (Tom Fawcett), Gino Woulard (Omar Malik).
- Ascolti USA: 4 300 000 telespettatori[20]
- Ascolti Italia: 845 000 telespettatori - share 4,70%[21]

## Squadra 20
- Titolo originale: Twenty Squad
- Diretto da: Billy Gierhart
- Scritto da: Matthew T. Brown e Daniela Labi

### Trama
I membri della squadra 60, inclusa Cabrera che stava lavorando con loro, rimangono coinvolti in un'esplosione presso un deposito di prodotti chimici e finiscono in ospedale fortunatamente in condizioni non gravi. La violenta cellula di fanatici ecoterroristi "Ribellione Verde" rivendica il gesto postando un video sui social media in cui affermano l'intenzione di portare a termine la missione iniziata nell'episodio precedente, oltre che di vendicare la morte della loro leader Eliza Crane (uccisa da Hondo per salvare lo studente rapito) facendo saltare in aria mezza Los Angeles, il che provocherebbe una catastrofe e migliaia di vittime. Il Sindaco pone la città in stato di massima allerta e il Comandante Hicks chiama tutti in servizio, persino Deacon sebbene sia in pensione. La SWAT affronta la propria missione più pericolosa e mortale.
Ora il gruppo estremista è guidato da Zane Graham, l'unico rapitore che la polizia non era riuscita a catturare, e sembra che lui ed Eliza si frequentassero sentimentalmente, dunque ha anche un movente personale: dopo la morte della compagna, Zane è andato "fuori controllo" unendosi ad una fazione radicale che incita alla distruzione totale, senza preoccuparsi delle conseguenze o dei possibili danni collaterali. Grazie all'aiuto dell'FBI (la cui referente è l'Agente Jackie Vasquez), la SWAT identifica l'attentatore (morto nella propria esplosione) come Karl Gore, un danese con le stesse idee di Graham.
Tutti si impegnano per tentare di individuare il prossimo obiettivo dei terroristi: prima si pensa ad un centro congressi dove quel pomeriggio si terranno le lauree della Cal Tech University, poi si deduce invece che essi mirano ad un oleodotto; questo infatti scorre sotto l'intera città e una sola esplosione sarebbe sufficiente a bruciarla fino a farla sparire dalle carte geografiche, uccidendo migliaia (se non milioni) di persone. Polizia, FBI e SWAT convergono nel punto in cui l'oleodotto sale in superficie: mentre gli agenti affrontano i complici di Graham, Tan cerca di disinnescare la bomba e Alfaro gli dà un utile suggerimento per bloccarne il circuito (ricordando il caso dei survivalisti). Zane tuttavia riesce a fuggire salendo al volante di un’autocisterna, senza accorgersi che Hondo è saltato a bordo: elaborando un piano azzardato, Hondo attacca un piccolo detonatore al veicolo e viene prelevato dall'elicottero su cui si trovano Deacon e Vasquez, appena prima che il mezzo esploda uccidendo Zane.
Nel corso dell'episodio, il rapporto tra Tan e Alfaro è ancora teso, tanto che quest'ultimo, visitando Cabrera in ospedale, le dice di non voler accettare l'offerta di Hondo di entrare nella squadra 20 per non dover sempre incontrare Tan. Powell parla con Tan osservando che Alfaro è un ottimo poliziotto, che è sempre pronto quando necessario e che a loro servono le sue capacità, ma Tan replica che non è un sostituto all'altezza di Chris, Luca o Street. Powell allora capisce che lui sta cercando la perfezione perché è così che vedeva gli ex colleghi, ma in realtà si sta aggrappando a un'illusione del passato, ed è il momento di rinunciarvi poiché ormai la squadra ha dei nuovi membri. Alla fine, riconoscendone la competenza grazie al suggerimento che gli ha dato in precedenza, Tan accetta Alfaro come membro ufficiale.
Deacon si rende conto di aver sentito troppo la mancanza del lavoro e decide di rientrare dalla pensione, informando Hicks e Hondo. Annie l'aveva già intuito dal suo tono in una telefonata, per questo sua sorella Nicole si trasferirà da loro (avendo litigato con il fidanzato) per occuparsi dei loro figli in modo che le carriere di entrambi non siano ostacolate.
Nel frattempo Hondo, ancora scosso dalla rabbia e dall'indignazione indirizzategli dalla propria comunità (avendo impiegato tutta la carriera a tentare di stabilire un equilibrio tra essa e la Polizia), si interroga se sia ancora in grado di gestire la squadra 20 e di ricoprire il ruolo, informando Hicks di star riflettendo sulla possibilità di smantellarla e distribuirne i componenti in altre squadre. Dopo la sua impresa sull’autocisterna, viene riaccolto al Quartier Generale tra gli applausi per aver salvato l'intera città e Hicks gli concede "carta bianca" per riempire l'ultimo posto vacante nella squadra. A casa, Hondo riabbraccia Nichelle (che ha seguito gli avvenimenti al telegiornale) e si riappacifica anche con il padre (che gli dice di essere sempre stato orgoglioso di lui).
- Guest star: Niko Pepaj (agente Miguel Alfaro), Jessica Camacho (Agente dell'FBI Jackie Vasquez), Obba Babatundé (Daniel Harrelson Sr.), Brigitte Kali Canales (agente Alexis Cabrera), Otis "Odie" Gallop (Sergente Stevens), Bre Blair (Annie Kay), Nick Gomez (Vargas Boyd), Ian Verdun (Zane Graham), Marty Dew (Karl Gore), Corey Michael Eubanks (Miguel Juan Morales).
- Ascolti USA: 4 390 000 telespettatori[22]
- Ascolti Italia: 845 000 telespettatori - share 4,70%[21]